# Liste der Naturdenkmale in Rammingen (Württemberg)
| Naturdenkmale | Anzahl |
| ------------- | ------ |
| FND           | 3      |
| END           | 3      |
| Gesamt        | 6      |

Die Liste der Naturdenkmale in Rammingen nennt die verordneten Naturdenkmale (ND) der im baden-württembergischen Alb-Donau-Kreis liegenden Gemeinde Rammingen. In Rammingen gibt es insgesamt sechs als Naturdenkmal geschützte Objekte, davon drei flächenhafte Naturdenkmale (FND) und drei Einzelgebilde-Naturdenkmale (END).
Stand: 1. November 2016.

## Flächenhafte Naturdenkmale (FND)
| Name                     | Bild | Kennung     | Einzelheiten | Position | Fläche Hektar | Datum        |
| ------------------------ | ---- | ----------- | ------------ | -------- | ------------- | ------------ |
| Bocksteinareal           | BW   | 84250970001 | Rammingen    | ⊙        | 1,0           | 6. Nov. 1996 |
| Ehemalige Sandgrube      |      | 84250970003 | Rammingen    | ⊙        | 1,7           | 6. Nov. 1996 |
| Schafweide „Halde“       | BW   | 84250970002 | Rammingen    | ⊙        | 2,3           | 6. Nov. 1996 |
| Legende für Naturdenkmal |      |             |              |          |               |              |

## Einzelgebilde (END)
| Name                                         | Bild | Kennung     | Einzelheiten | Position | Fläche Hektar | Datum        |
| -------------------------------------------- | ---- | ----------- | ------------ | -------- | ------------- | ------------ |
| Baumgruppe (2 Rosskastanien, 4 Winterlinden) | BW   | 84250970006 | Rammingen    | ⊙        | 0,0           | 6. Nov. 1996 |
| Sandwand (Obere Meeresmolasse)               |      | 84250970004 | Rammingen    | ???      | 0,0           | 6. Nov. 1996 |
| 1 Linde                                      | BW   | 84250970005 | Rammingen    | ⊙        | 0,0           | 6. Nov. 1996 |
| Legende für Naturdenkmal                     |      |             |              |          |               |              |